# Karl Zuchardt
Karl Zuchardt (* 10. Februar 1887 in Leipzig; † 12. November 1968 in Dresden) war ein deutscher Schriftsteller und Dramatiker.

## Leben

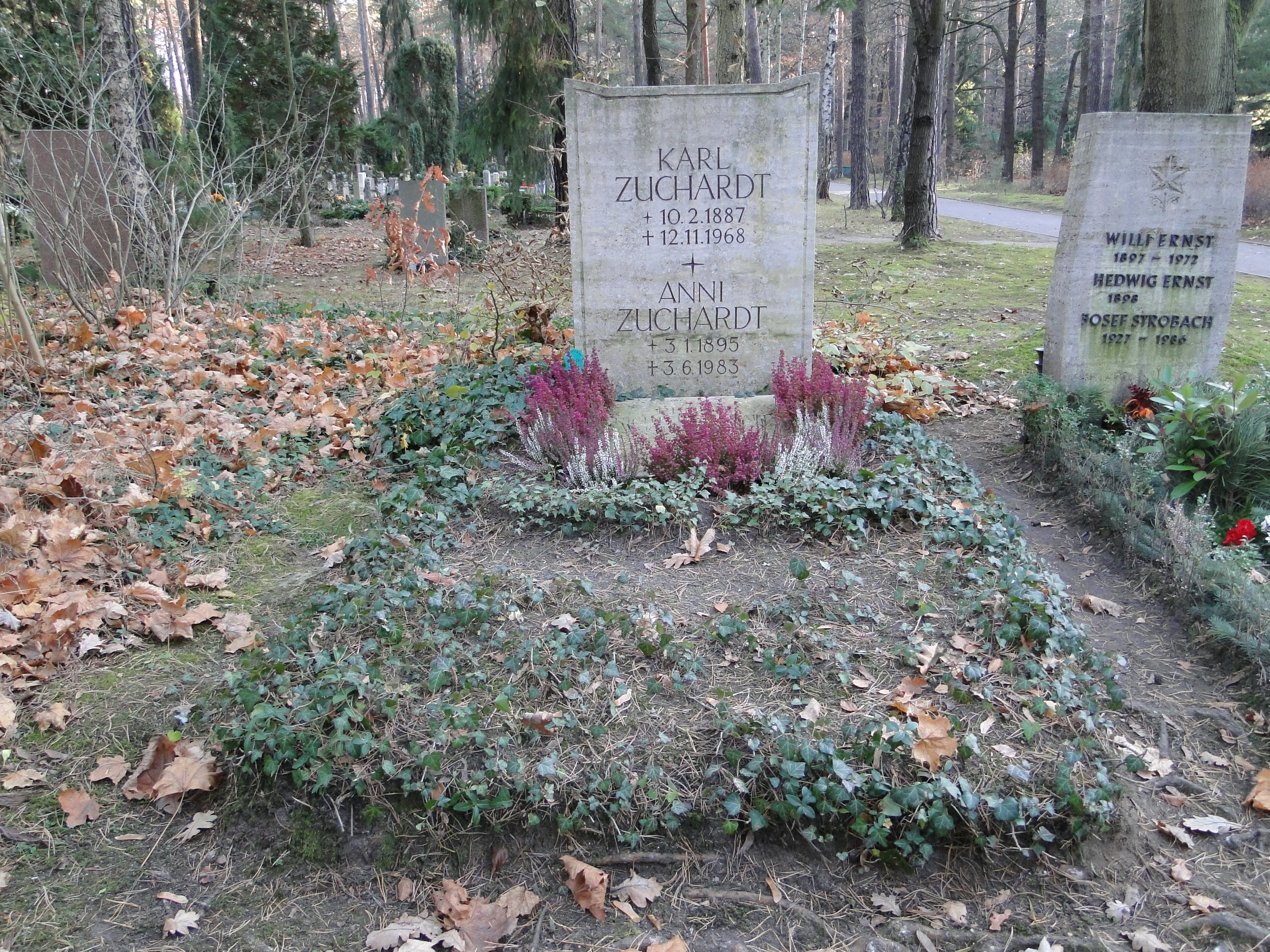
Karl Zuchardts Grab auf dem Heidefriedhof in Dresden

Der Sohn eines Buchhändlers besuchte von 1897 bis 1906 die II. städtische Realschule und die Petrischule seiner Heimatstadt. Anschließend studierte er in Freiburg im Breisgau, Berlin und Leipzig Literatur, Geschichte, Volkswirtschaft und Philosophie. 1910 promovierte er zum Doktor der Philosophie und bestand 1911 das Staatsexamen. Von 1910 bis 1912 war er Assistent am Historischen Institut der Universität Leipzig.
Seine Lehrtätigkeit begann er 1912 an der Oberrealschule Nord in Leipzig. 1913 erfolgte seine Ernennung zum Studienrat. Von 1914 bis 1916 unterrichtete er am Lehrerseminar Dresden-Strehlen. Von 1916 bis 1918 unterrichtete Zuchardt an der deutschen Schule in Aleppo. Nach Ende des Ersten Weltkrieges kehrte er nach Deutschland zurück und übernahm einen Lehrauftrag am Königin-Carola-Gymnasium in Leipzig. Von 1919 bis 1925 war er an der deutschen Oberrealschule in Barcelona tätig. Seit 1925 lebte er in Dresden, wo er an der Oberrealschule Seevorstadt unterrichtete.
Bis zum Ende der Hitlerdiktatur bestand sein literarisches Wirken hauptsächlich aus Bühnenwerken, danach beschränkte er sich auf die Epik. Von 1945 bis 1957 hielt Zuchardt Literaturvorlesungen an der Musikhochschule Dresden und der Technischen Hochschule. Im Jahr 1961 erhielt er den Martin-Andersen-Nexö-Kunstpreis der Stadt Dresden.
Zuchardt verstarb 1968 in Dresden und wurde auf dem dortigen Heidefriedhof beigesetzt.

## Zitat
„Mein Prinzip ist es, als Hauptfiguren in meinen historischen Romanen Gestalten auftreten zu lassen, die wirklich gelebt haben und die einst eine historische Mission zu erfüllen hatten. Diese Figurinen der Weltgeschichte versuche ich so wahrheitsgetreu wie möglich darzustellen und die historischen Personen ihrer Umgebung wie auch die von mir frei erfundenen Gestalten so handeln zu lassen, daß durch sie die Besonderheiten der betreffenden Epoche ins Licht gehoben werden. Sollte mir das hier und da gelungen sein, so wäre ich beglückt.“

## Ausgewählte Werke
- 1935: Ein König und ein Grande, spanische Historie
- 1936: Erbschaft aus Amerika, Komödie
- 1937: Frisch verloren, halb gewonnen, Komödie
- 1937: Könige und Masken, historische Novellen
- 1938: Die Prinzipalin, Komödie
- 1938: Umwege des Schicksals, historische Novellen
- 1941: Held im Zwielicht, historisches Drama
- 1942: Cäsars Traum, Erzählung
- 1944: Umwege des Schicksals, Erzählung
- 1947: Primanerin Ruth Hofbaur, Roman
- 1948: Das Mädchen Salud, spanische Begegnungen
- 1948: Cäsars Traum, gleichnamige Erzählung zur historischen Komödie neu gestaltet
- 1954: Der Spießrutenlauf, historischer Roman über die Fridericus-Legende
- 1956: Wie lange noch, Bonaparte?, historischer Roman zu Napoleon I. und dem Umsturzversuch von General Malet
- 1960: Stirb, du Narr, historischer Roman über die Auseinandersetzung zwischen Heinrich VIII. und Thomas Morus
- 1965: Die Stunde der Wahrheit, historische Novellen über Heinrich VIII., Philipp II., Ludwig XIV., Friedrich II.